# Saint-Léon-sur-Vézère
 Saint-Léon-sur-Vézère  (en occitano Sent Leu de Vesera) es una población y comuna francesa, situada en la región de Aquitania, departamento de Dordoña, en el distrito de Sarlat-la-Canéda y cantón de Montignac. Está clasificada dentro de los pueblos más bellos de Francia.

## Geografía
Saint-Léon-sur-Vézère está situado sobre la ribera del Vézère, en la D706 entre Montignac y Les Eyzies-de-Tayac-Sireuil

## Lugares de interés
- El castillo de Chaban, data de los siglos XIII, XV y XVI, se puede visitar.
- El castillo de Clérans

Al sur de Saint-Léon-sur-Vézère se encuentra Le Moustier, yacimiento que forma parte del lugar patrimonio de la Humanidad llamado «Sitios prehistóricos y grutas decoradas del valle del Vézère».

## Demografía
| 859                       | 830 | 886 | 970 | 937 | 915 | 1 067 | 927 | 1 000 | 1 030 | 1 093 | 1 068 | 1 102 | 931 | 822 | 743 | 700 | 665 | 670 | 670 | 564 | 538 | 507 | 505 | 439 | 377 | 319 | 345 | 334 | 390 | 427 | 419 | 433 |
| (Fuente: INSEE y Cassini) |     |     |     |     |     |       |     |       |       |       |       |       |     |     |     |     |     |     |     |     |     |     |     |     |     |     |     |     |     |     |     |     |